# Róth Ágoston
Róth Ágoston (Székelyudvarhely, 1981. április 1. –) erdélyi magyar alkalmazott matematikus és informatikus, egyetemi oktató.

## Élete
A Babeș–Bolyai Tudományegyetem matematika–informatika szakán végzett 2000–2004 között, majd ugyanott számítógépes matematika mesteri tanulmányait fejezte be a 2004–2005-ös tanévben. Mesteri és 2005 októberében elkezdett doktori tanulmányai alatt 2007 augusztusáig kezdetben gyakornok, majd tanársegéd a Sapientia Erdélyi Magyar Tudományegyetem marosvásárhelyi Matematika és Informatika Karán. 2007 októberétől 2008 februárjáig a Babeș–Bolyai Tudományegyetem Matematika és Informatika Karának társult, majd főállású oktatója. 2009 júniusában védte meg a doktori tézisét Recent problems in Evolutionary Optimization and Computer Aided Geometric Design címmel. 2022-ig docens a kolozsvári egyetem Matematika és Informatika Karán.

## Munkássága
Kutatási területei: számítógépi grafika és geometria, számítógéppel segített geometriai tervezés, evolutív optimalizálás, Monte Carlo módszerek.

### Szakcikkei (válogatás)
- Ágoston Róth: Simple and weighted cyclic proximity curves and surfaces, Computer-Aided Design, Vol. 137 (2021), 103043 (28 pages).
- Ágoston Róth: Algorithm 992: An OpenGL- and C++-based function library for curve and surface modeling in a large class of extended Chebyshev spaces, ACM Transactions on Mathematical Software, Vol. 45 (2019), No. 1, Article 13.
- Imre Juhász, Ágoston Róth: Adjusting the energies of curves defined by control points, Computer-Aided Design, 107 (2019), pp. 77–88.
- Ágoston Róth: Control point based exact description of curves and surfaces in extended Chebyshev spaces, Computer Aided Geometric Design, 40 (2015), pp. 40–58.
- Ágoston Róth: Control point based exact description of trigonometric/hyperbolic curves, surfaces and volumes, Journal of Computational and Applied Mathematics, 290(C) 2015, pp. 74–91.
- Imre Juhász, Ágoston Róth: A scheme for interpolation with trigonometric spline curves, Journal of Computational and Applied Mathematics, 263(C) 2014, pp. 246–261.
- Imre Juhász, Ágoston Róth: A class of generalized B-spline curves, Computer Aided Geometric Design, 30(1) 2013, pp. 85–115.
- Ágoston Róth, Imre Juhász: Constrained surface interpolation by means of a genetic algorithm, Computer-Aided Design, 43(9) 2011, pp. 1194–1210.
- Imre Juhász, Ágoston Róth: Closed rational trigonometric curves and surfaces, Journal of Computational and Applied Mathematics, 234(8) 2010, pp. 2390–2404.
- Ágoston Róth, Imre Juhász: Control point based exact description of a class of closed curves and surfaces, Computer Aided Geometric Design, 27(2) 2010, pp. 179–201.
- Ágoston Róth, Imre Juhász, Josef Schicho, Miklós Hoffmann: A cyclic basis for closed curve and surface modeling, Computer Aided Geometric Design, 26(5) 2009, pp. 528–546.
- Imre Juhász, Ágoston Róth: Bézier surfaces with linear isoparametric lines, Computer Aided Geometric Design, 25(6) 2008, pp. 385–396.
- Alexandru Kristály, Gheorghe Moroşanu, Ágoston Róth: Optimal placement of a deposit between markets: a Riemann-Finsler geometrical approach, Journal of Optimization Theory and Applications, 139(2), 2008, pp. 263–276.

## Külső hivatkozások
- A Babeş–Bolyai Tudományegyetem matematika és informatika karának magyar tanszéke